# David Fairclough
David Fairclough est un footballeur anglais né le 5 janvier 1957 à Liverpool. Il évoluait au poste d'attaquant.

## Biographie
Il est connu en France pour avoir marqué le troisième but lors du match Liverpool-Saint-Étienne en quart de finale de la Coupe d'Europe des clubs champions 1977, mettant ainsi fin à l'épopée des « verts ». 
Agé de vingt ans, il entre en cours de jeu à la 74e minute à la place de John Toshack.  Lancé en profondeur par Ray Kennedy,  il s'échappe dans le dos de la défense stéphanoise pour mettre la balle au fond des filets avec sang-froid et maîtrise.  
David Fairclough a remporté trois Ligues des Champions, une Coupe de l'UEFA et six championnats avec le club de Liverpool.
Il a reçu une sélection en équipe d'Angleterre espoirs lors de l'année 1977.

## Carrière
- 1974-1983 : Liverpool  Angleterre
- 1983-1984 : Toronto Croatia  Canada
- 1984-1985 : FC Lucerne  Suisse
- 1985 : Norwich City  Angleterre
- 1985-1986 : Oldham Athletic  Angleterre
- 1986-1989 : KSK Beveren  Belgique
- 1989-1990 : Tranmere Rovers  Angleterre
- 1990-1991 : Wigan Athletic  Angleterre[1]

## Palmarès
- Vainqueur de la Ligue des Champions en 1977, 1978 et 1981 avec Liverpool
- Vainqueur de la Coupe de l'UEFA en 1976 avec Liverpool
- Vainqueur de la Supercoupe de l'UEFA en 1977 avec Liverpool
- Champion d'Angleterre en 1976, 1977, 1979, 1980, 1982 et 1983 avec Liverpool
- Vainqueur de la League Cup en 1981, 1982 et 1983 avec Liverpool
- Vainqueur du Charity Shield en 1976, 1977, 1979, 1980 et 1982 avec Liverpool